# Peperomia heterodoxa
Peperomia heterodoxa är en pepparväxtart som beskrevs av Standley & Steyerm.. Peperomia heterodoxa ingår i släktet peperomior, och familjen pepparväxter. Inga underarter finns listade i Catalogue of Life.